# Kanton Pontchâteau
Pontchâteau is een kanton van het Franse departement Loire-Atlantique. Het kanton maakt deel uit van de arrondissementen Saint-Nazaire (9) en Châteaubriant-Ancenis (4).

## Gemeenten
Het kanton Pontchâteau omvatte tot 2014 de volgende 6 gemeenten:
- Besné
- Crossac
- Pontchâteau (hoofdplaats)
- Sainte-Anne-sur-Brivet
- Sainte-Reine-de-Bretagne
- Saint-Joachim

Na de herindeling van de kantons bij decreet van 25 februari 2014, met uitwerking op 22 maart 2015, omvat het volgende 13 gemeenten:
- Avessac
- Crossac
- Drefféac
- Fégréac
- Guenrouet
- Missillac
- Plessé
- Pontchâteau (hoofdplaats)
- Saint-Gildas-des-Bois
- Saint-Nicolas-de-Redon
- Sainte-Anne-sur-Brivet
- Sainte-Reine-de-Bretagne
- Sévérac